# ピアノ協奏曲第4番 (ルビンシテイン)
ピアノ協奏曲第4番ニ短調 作品70は、アントン・ルビンシテインが1864年に作曲したピアノ協奏曲。演奏時間は約31分から32分。

## 概要
初版は1865年にバートホルフ・シュネフが出版したが
、現行の最終稿は2度の改訂を経て1872年に出版されたものである。曲はヴァイオリニストのフェルディナンド・ダヴィッドに献呈されている。
第二次世界大戦前からイグナツィ・パデレフスキ、セルゲイ・ラフマニノフなどの名ピアニストが愛奏していた。今日でも演奏の機会がある数少ないルビンシテイン作品の一つであり、ヨーゼフ・ホフマン、シューラ・チェルカスキー、マルカンドレ・アムランらが録音を残している。劇的な展開、民族的な情緒と共に、分厚い和音やオクターブが多く用いられた難曲であり、チャイコフスキーの第1番やラフマニノフの第2番を先取りしている。

## 編成
ピアノ独奏、ピッコロ、フルート2、オーボエ2、クラリネット（B♭）2、ファゴット2、ホルン（F）2、トランペット（D/F）2、ティンパニ、弦五部

## 楽曲構成
第1楽章 モデラート・アッサイ 2/2拍子
ニ短調、ソナタ形式。管弦楽により第1主題が提示、展開されたのを受けて、ピアノが華々しいカデンツァで登場する。第1主題（ラフマニノフの第3番第1楽章カデンツァの「オッシア」を先取りしている）が再びピアノにより提示され、さらにニ短調の副主題を経てヘ長調の第2主題が提示される。展開部では二度にわたって主調で第一主題が登場し、疑似再現部の様相を呈している。展開部の最後にはピアノのカデンツァが置かれており、そのまま再現部へもつれ込む。第1主題、副主題のみが再現されたのちにアレグロのコーダとなり、最後にピアノが管弦楽に先行して前打音的に和音を弾き、劇的に締めくくられる。
第2楽章 アンダンテ 3/4拍子
ヘ長調、三部形式。静かで詩的な両端部と劇的なイ短調の中間部が対比される。
第3楽章 アレグロ 2/4拍子
ニ短調～ニ長調、ロンド形式。クラコヴィアクの影響を思わせる舞曲風の楽章。リズミカルな序奏の後、ピアノ、管弦楽により半音階的に始まるロンド主題が提示される。最後はニ長調に転じ、副主題による情熱的なコーダの後に第1楽章の終結部分が再現されて全曲を終える。